# ジメチルトリプタミン

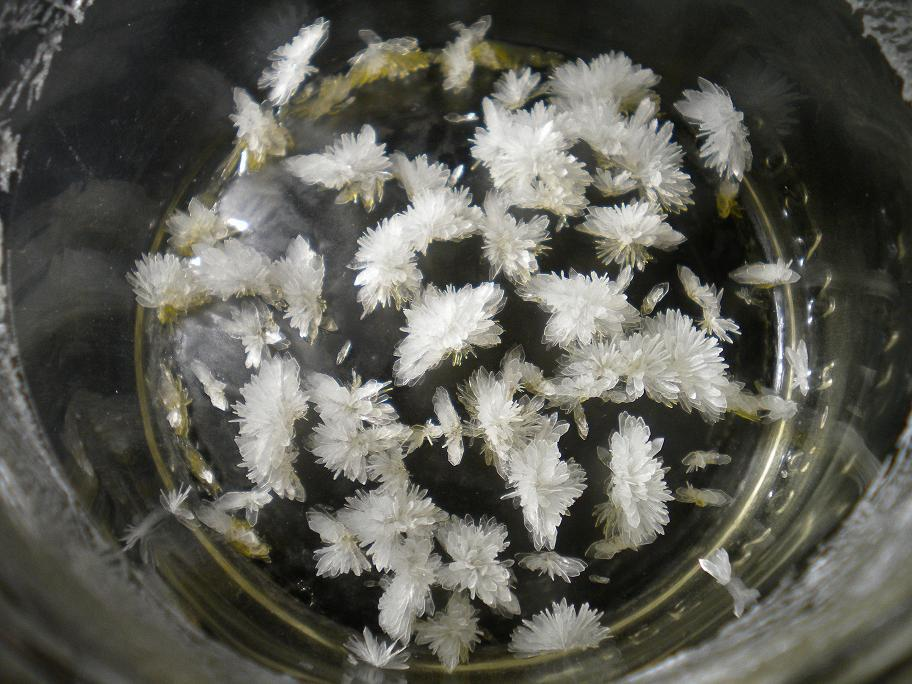
DMTの結晶。

ジメチルトリプタミン（DMT）あるいは、N,N-ジメチルトリプタミン（N,N-DMT、N,N-dimethyltryptamine）は、トリプタミン類の原型となるアルカロイド物質で、自然界に発生する幻覚剤である。熱帯地域や温帯地域の植物や一部のキノコ、ある種のヒキガエル、ほ乳類、ヒトの脳細胞、血球、尿などに存在する。抽出または化学合成される。形状は室温では透明か、白、黄色がかった結晶。近い物質に、5-メトキシ-N,N-ジメチルトリプタミン (5-MeO-DMT) がある。DMTは向精神薬に関する条約のスケジュールI。
シグマ-1受容体に作用する。依存性や毒性があるとはみなされていない。DMTは、植物では昆虫の忌避作用があるため合成されておりオレンジやレモンの果汁にも微量に含まれる。基礎研究から生体における低酸素ストレス時に肺によって大量に生合成され脳を保護するとされており、そのため生死をさまよった際に報告される臨死体験との関連が考えられている。紀元前1000年以前から南米で植物を粉末にして吸引されていたとされる。DMTは経口から摂取した場合、モノアミン酸化酵素によって分解されてしまうが、これを阻害する成分と組み合わせて南米で伝統的にアヤワスカとして用いられてきた。DMT単体の治験も進行している。

## 性質
塩基（アルカリ化反応）の状態で用いられるが、フマル酸塩など塩の状態（酸性化反応）ではより安定した物質である。塩基では水に溶けず、塩では水に溶ける。溶液中では分解が早いため、空気、光から保護された冷凍庫での保存が適する。

## 歴史

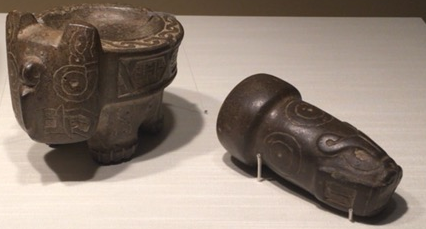
ネコ科のすり鉢とネコ科と蛇の形をしたすり棒は、小さいため幻覚剤や顔料をすり潰したと考えられている。ペルー北部の神殿遺跡、紀元前900-500年のパコパンパ遺跡より。DMTを含む植物をすり潰した。

古くからアマゾン熱帯雨林の中部と東部ではDMTや5-MeO-DMTを含む嗅ぎタバコやアヤワスカと呼ばれる飲料を摂取する習慣がある。紀元前1200年前のペルーでは筒状の骨が発掘されており、DMTを含む植物を吸引したと考えられている。紀元前700年から1100年のティワナクから筒と吸入粉末が発見され、粉末の化学分析によってDMTと5-MEO-DMT、ブフォテニンが検出されている。モノアミン酸化酵素阻害薬 (MAOI) であるハルマリンを含む植物を一緒に煮込む飲料であるアヤワスカは、アマゾンのシャーマンの儀式にとってかかせないものとなっている。
コロンブスの2度目の航海に同行したスペイン人により、南アメリカの先住民族による幻覚剤の使用について、はじめて文書に記録されている。1931年、カナダの化学者リチャード・マンスケ（Richard Manske）がDMTの合成に成功したが、この時点ではその向精神作用までは明らかにされていなかったようだ。1946年には、ブラジルの民族植物学者デ・リマが、ミモサ・ホスティリス（現在はミモザ・テヌイフローラ Mimosa tenuiflora のシノニムとなっている）の根からDMTを抽出した。純粋なDMTを用いた人体への投与が最初に行われたのは1957年で、ハンガリーの精神科医で化学者のステファン・ソーラが自らの身体への筋肉注射により実験を行い、強力な幻覚効果を発見した。その後すぐ、ソーラは医師の同僚ら30人に参加してもらい、DMTを投与する実験を行った。1965年にはヒトの血液や尿中にDMTが存在することがわかり、さらに脳や髄液からも発見された。
LSDなどの幻覚剤が1960年代にかけて乱用され、1971年の向精神薬に関する条約ではDMTも一覧に挙げられた。規制により研究は少なくなったが、それでもニューメキシコ大学のリック・ストラスマンは、主観的作用や耐性を生じるかといった研究を実施してきた。2009年にはシグマ-1受容体に作用していることが解明された。
21世紀となり、南米での伝統的なアヤワスカの使用に対する科学的な研究、治療効果や肯定的な変化を与える影響について調査されてきた。また2020年ごろにはDMTを医薬品とする臨床試験が進行している。

## 臨床研究
DMT単体による臨床試験が実施されるようになり、イギリスの規制監督庁は、2020年にうつ病治療のためのDMTの使用に関する初の臨床試験を承認し、スモールファーマ社とインペリアル・カレッジ・ロンドンが共同で試験を行うが、心理療法の前にDMTによって抑うつ的な思考の繰り返しを抑えることが目的。DMTは静脈投与（注射）され持続時間は20分であり、治療セッションではすべてを含めて2時間もかからない。同様の治験が進行しているシロシビンでは効果の持続時間だけで6時間となる。2022年に開始されるこの治験の第IIa相試験では、12週間後の効果までを追跡する。
アメリカの大学で行われた少人数での予備的な研究では、静脈投与の翌日にはうつ病の評価点数が下がったことが確認された。
2021年、カナダの製薬会社Algernonは、脳卒中患者にDMTを微量投与する医薬品開発の初段階に着手、サイケデリック体験を起こすことなく脳損傷後に必要な脳神経の形成と結合を促す。
カナダのEntheon Biomedical社は、ニコチン、アルコール、オピオイドの依存に対するDMTの治療効果の臨床試験を開始。

## 作用
喫煙や注射による幻覚作用の持続時間は30分ほどで、効果のピークは5-20分に訪れる。喫煙や吸入では典型的な量は40-50mgである。効果の持続は30分未満である。1分程度で作用し、30分未満で終わるため、一般にビジネスマンのランチのトリップと呼ばれている。胃を通さないほかの摂取方法には、喫煙か注射（静脈・筋肉）、鼻孔吸飲がある。ガラス製のパイプを熱し、DMTを気化させて吸引する方法が最も一般的である。
DMTの経口摂取ではモノアミン酸化酵素 (MAO) によって急速に分解されるため活性がないが、DMT自体が高用量ではモノアミン酸化酵素阻害作用を持ち、MAO-Aに選択的に作用する。モノアミン酸化酵素阻害薬 (MAOI) と同時に摂取することによって経口でも作用する。MAOIであるβ-カルボリン類のハルマリンとハルミンという物質がモノアミン酸化酵素のはたらきを抑制する。このためDMTとハルマリンおよびハルミンを混合させることによって、経口から摂取してもDMTの効力が有効となる。アヤワスカでは、研究室で抽出しDMT35mgとハルミン141mgの組み合わせであったことを報告した。アヤワスカでは、60分以内に効果を生じ、90分でピークとなり、4時間ほど続く。
初期の研究では耐性を生じないとされたが、ヒトで30分おきに4回注射した場合に、主観的な作用には耐性がないが、体温など生理的作用に耐性が生じることが確認されている。これを除いて、耐性や依存の兆候はほとんどない。DMTとリゼルグ酸ジエチルアミド (LSD) では、交叉耐性がある。
従来、神経毒性があると考えられたが、その後の研究では毒性がない可能性がありむしろ保護的とされている。
哺乳類におけるDMTの役割は解明されておらず、基礎研究では低酸素ショックなど酸素が少ない場合にDMTが保護的に働いていることが確認されており、細胞死から保護しているとみなされており、仮説としては瀕死状態で細胞を生き残らせるために多量に放出される可能性があり、またそのために生死の境をさまよった人々が神秘的な体験を報告することがあるということにつながる可能性がある。肺がDMTを大量に生合成し、放出されることが示唆されている。シグマ-1受容体（Sig-1R）を介して、低酸素ショックのようなストレスの影響を緩和している。シグマ-1受容体の発見以来、長らくどの内因性の神経伝達物質が作用しているか不明であったが、2009年にFontanillaらによってDMTが作用していることが特定され、セロトニン5-HT2A受容体以外のDMTの幻覚作用の作用機序が明らかとなった。
また従来、統合失調症を引き起こすとの仮説があったが、健常な人々からのほうが統合失調症の人々より多くのDMTが検出されており、関連はなさそうだとされている。

## 実験・仮説
ニューメキシコ大学の精神医学教授リック・ストラスマンによれば、1995年までに合計60人以上の被験者に対し400回以上に渡って、DMTを静脈注射で投与したところ、被験者の半数近くが地球外生物に遭遇したと主張している。実験は米国食品医薬品局の許可を得て行われた。ストラスマンは、人間の脳内にある松果体においてDMTが神経伝達物質の一種として生産され、宗教的な神秘体験や臨死体験と関連しているという推論を唱えている。
幻覚剤の研究家であるテレンス・マッケナによれば、DMTはエイリアンのいる異次元に誘う作用があるということである。
サルを飲料や水やDMTを選択できる環境に置いたところ、何らかの刺激に駆られてDMTを好んで摂取した。

## 自然界における存在

### 内因性DMT
アミノ酸のトリプトファンからいくつかの手順を経て生合成される。2014年の研究は、ペルオキシダーゼによる代謝を含めて、ヒトメラノーマ細胞株SK-Mel-147においてDMTが生合成されることを報告した。
従来、内因性のDMTは低濃度すぎて薬理効果を生じるほどではないと考えられていたが、微量でも活性があるという発見がありそのことは考え直されているが、どういう役割を持っているのかについての知見は確立されていない。DMTが、哺乳類の脳に発生する伝神経伝達物質だという証拠は蓄積しており、また外部からの投与の必要のない内因性の幻覚剤として、臨死体験や通常ではない意識状態を説明できる発見につながる可能性がある。
| 種     | 標本                   | 結果                                                                                    |
| ------ | ---------------------- | --------------------------------------------------------------------------------------- |
| ヒト   | 血清                   | < LOD (n = 66)                                                                          |
| ヒト   | 血漿                   | < LOD (n = 71) ♦ < LOD (n = 38); 1,000 & 10,600 ng/L (n = 2)                            |
| ヒト   | 全血                   | < LOD (n = 20); 50–790 ng/L (n = 20)                                                    |
| ヒト   | 尿                     | < 100 ng/L (n = 9) ♦ < LOD (n = 60); 160–540 ng/L (n = 5) ♦ Detected in n = 10 by GC-MS |
| ヒト   | 糞                     | < 50 ng/kg (n = 12); 130 ng/kg (n = 1)                                                  |
| ヒト   | 腎臓                   | 15 ng/kg (n = 1)                                                                        |
| ヒト   | 肺                     | 14 ng/kg (n = 1)                                                                        |
| ヒト   | 腰椎穿刺採取の脳脊髄液 | 100,370 ng/L (n = 1); 2,330–7,210 ng/L (n = 3); 350 & 850 ng/L (n = 2)                  |
| ウサギ | 肝臓                   | < 10 ng/kg (n = 1)                                                                      |
| ラット | 腎臓                   | 12 &16 ng/kg (n = 2)                                                                    |
| ラット | 肺                     | 22 & 12 ng/kg (n = 2)                                                                   |
| ラット | 肝臓                   | 6 & 10 ng/kg (n = 2)                                                                    |
| ラット | 脳                     | 10 & 15 ng/kg (n = 2) ♦ シナプス小胞の留分で測定                                        |

用語: LOD = 検出限界、n =サンプル数。信頼性のため分析方法にガスクロマトグラフィーを用いた研究を収集、1970年代の手法より検出限界（LOD）が低い。

### 植物
世界中の多様な植物に含有され、主な植物属には、クサヨシ属 Phalaris 、デロスペルマ属 Delosperma、アカシア属 Acacia、ヌスビトハギ属 Desmodium、オジギソウ属 Mimosa、ビロラ属 Virola、ボチョウジ属 Psychotriaがある。
DMTには昆虫忌避作用があり、ミカン属 Citrus でもごく微量に含まれ、レモン、オレンジ、マンダリン、キノット、シトロンの葉や、オレンジやレモンの果汁にも含まれ、ベルガモットでは葉に最も多く、皮、食用部分および種子にも含まれる。
ヤマハギの葉にはDMTが含まれ、この葉は、茶葉の代用とされ茶にされることがあり、また根にも含まれ煎じて婦人の諸症状に用いられることがある。述べた通り通常、DMTはモノアミン酸化酵素に破壊されるため精神作用は生じない。

### 菌類
シロシビンを含有するキノコのセンボンサイギョウガサからも検出されている。

## 映画
- 『DMT―精神の分子』 - 2010年のドキュメンタリー映画。リック・ストラスマンによるDMTの臨床研究を取り上げる。